# Andrew Ainslie Common
Andrew Ainslie Common (Newcastle-upon-Tyne, 7 août 1841 - Ealing, 2 juin 1903) est un astronome britannique connu principalement pour ses travaux en astrophotographie.

## Biographie
Common naît à Newcastle-upon-Tyne, son père est un chirurgien connu pour son traitement de la cataracte. La mort de son père pendant son enfance l'oblige à entrer tôt dans le monde du travail. Dans les années 1860 il s'associe avec un oncle dans une entreprise de génie sanitaire. Il se marie en 1867.
Common devient membre la Royal Astronomical Society en 1876, il sera son trésorier en 1884 puis son président de 1895 à 1896. Cette société savante lui décerne sa médaille d'or en 1884. Il est aussi membre de la Royal Society à partir 1885. L'université de St Andrews lui donne un doctorat honoraire en droit en 1891. Common se retire presque entièrement des affaires vers 1890, il meurt à Ealing en 1903.

## Astronomie
Enfant il montre de l'intérêt pour l'astronomie, adulte il revient vers ce domaine. En 1874 il installe une lunette astronomique de 14 cm d'ouverture avec laquelle il fait ses premiers essais de photographie.
Il se monte ensuite un télescope de 46 cm dont il achète le miroir à George Calver, après avoir abandonné l'idée d'en polir un lui-même. En 1877 et 1878 il publie plusieurs articles sur les satellites de Mars et de Saturne
En 1879 il achète à nouveau un miroir à Calver pour cette fois ci se monter un télescope de 92 cm. Il effectue à nouveau des observations des satellites de Mars et de Saturne, il montre que l'éphéméride de Mimas est incorrecte. C'est avec cet instrument qu'il obtient une photographie d'une comète en 1881, C/1881 K1, la même nuit qu'Henry Draper.
Il photographie aussi la nébuleuse d'Orion entre 1880 et 1884, ses photographies reçoivent un très bon accueil. Common fait remarquer que « bien que certains détails soient perdus lors de l'agrandissement, il en reste suffisamment pour montrer que nous approchons du moment où une photographie nous donnera les moyens d'enregistrer la forme d'une nébuleuse et la luminosité relative de ses différentes parties d'une meilleure manière que les dessins à la main les plus soigneux ». Ce sont ces photos qui lui valent la médaille d'or de la RAS en 1884.
Dans la seconde moitié des années 1880 Common commence la construction d'un nouveau télescope de 152 cm d'ouverture. Il choisit d'acheter le verre brut et de faire le polissage lui-même. Cet instrument présente plusieurs problèmes, un second miroir doit être poli, le premier montrant une déformation elliptique des étoiles. De mauvaises conditions d'observation empêchent son utilisation régulière. Il décide de le modifier pour en faire une sorte de Cassegrain mais en utilisant un miroir secondaire incliné pour éviter d'avoir à percer le miroir, le résultat ne sera jamais satisfaisant.
Common travaille ensuite jusqu'à sa mort sur des lunettes de visée et des télescopes pour l'armée et la marine britannique.

## Sources
- (en) The Observatory, Vol. 26, p. 304-308 (1903), F. W. D.
- (en) Monthly Notices of the Royal Astronomical Society, Vol. 64, p. 274, H. H. Turner